# ثعابين حقيقية
الثعابين الحقيقية (الاسم العلمي: Alethinophidia)، رتبة فرعية من الثعابين تشمل جميع الثعابين الأخرى من الثعابين العمياء أوالثعابين الخيطية. المعروف منها حاليًا فقط 15 فصيلة تشمل 9 فصيلات و316 جنسًا.